# 본죽 (브랜드)
본죽은 본아이에프에서 운영 중인 대한민국의 죽 브랜드이다. 2002년 설립되었다. 본죽 브랜드는 죽을 전문으로 하며 식사대용이 되기 위해 포만감을 느낄 수 있는 정도의 양을 충족시키기 위해 가격은 조금 더 비싸지만 대신 양을 늘렸다. 2005년에는 일본에도 점포를 열면서 진출했다. 2006년에는 미국 로스엔젤레스에서 1호점을 오픈했다. 2024년에는 한국 프랜차이즈 첫 1,000호점을 돌파했다. 본죽&비빔밥은 가맹점 1,000호점을 오픈한 것은 한식 프랜차이즈 단일 브랜드로는 유일한 사례로, 2015년 본죽&비빔밥이 가맹 사업을 시작한 지 9년 만의 성과기도 하다.